# (3334) Somov
(3334) Somov (1981 YR, 1942 VG) ist ein ungefähr 14,2 Kilometer großer Asteroid des äußeren Hauptgürtels, der am 9. Oktober 1980 von dem tschechischen Astronomen Antonín Mrkos (1918–1996) am Kleť-Observatorium (IAU-Code 046, 246) entdeckt wurde. Er gehört zur Koronis-Familie. Die Bahnelemente von (3334) Somov ähneln denen der Asteroiden (81) Terpsichore, (167) Urda und (385) Ilmatar.

## Benennung
(3334) Somov wurde nach Michail Michailowitsch Somow (1908–1973) benannt, der als Ozeanologe und Polarforscher für das sowjetische Arktis- und Antarktisinstitut arbeitete. 1950/51 leitete er eine Arktisexpedition, von 1955 bis 1957 eine Antarktisexpedition. 